# Quéven
Quéven (bret. Kewenn) – miejscowość i gmina we Francji, w regionie Bretania, w departamencie Morbihan.
Według danych na rok 1990 gminę zamieszkiwało 8400 osób, a gęstość zaludnienia wynosiła 351 osób/km² (wśród 1269 gmin Bretanii Quéven plasuje się na 33. miejscu pod względem liczby ludności, natomiast pod względem powierzchni na miejscu 400.).